# Kistler (Virginia Occidental)
Kistler es un lugar designado por el censo (en inglés, census-designated place, CDP) ubicado en el condado de Logan, Virginia Occidental, Estados Unidos. Según el censo de 2020, tiene una población de 420 habitantes.

## Geografía
La localidad está ubicada en las coordenadas 37°45′53″N 81°51′5″O / 37.76472, -81.85139 (37.764584, -81.851457). Según la Oficina del Censo de los Estados Unidos, Kistler tiene una superficie total de 3.87 km², de la cual 3.85 km² corresponden a tierra firme y 0.02 km² están cubiertos de agua.

## Demografía
Según el censo de 2020, hay 420 personas residiendo en la localidad. La densidad de población es de 109.1 hab./km². El 88.57% de los habitantes son blancos, el 5.24% son afroamericanos, el 0.48% son asiáticos y el 5.71% son de una mezcla de razas. No hay hispanos o latinos viviendo en la zona.